# Маюрки
Маю́рки — село в Україні, Закарпатської області Населення становить 181 особу (станом на 2001 рік). Село розташоване на сході Ужгородського району, за 18,5 кілометра від міста Перечин.

## Географія
Село Маюрки лежить за 18,5 км на схід від районного центру, фізична відстань до Києва — 575,8 км.

## Населення
Станом на 1989 рік у селі проживали 198 осіб, серед них — 94 чоловіки і 104 жінки.
За даними перепису населення 2001 року у селі проживали 181 особа. Рідною мовою назвали:
| Мова       | Кількість осіб | Відсоток |
| ---------- | -------------- | -------- |
| українська | 178            | 98,34%   |
| російська  | 3              | 1,66%    |

## Назва
Розповідають, що назва поселення пішла від майора, який переховувався тут під час війни за часів Австро-Угорщини. Його слуги Ґотра та Ігнатьо залишилися, і ці прізвища донині найпоширеніші в селі.

## Храми
На одному з пагорбів стоїть дерев'яна каркасна, квадратна в плані дзвіниця, вкрита шатровим верхом. Один дзвін відлили в Ужгороді у 1929 році, другий — набагато старіший, але найдавніший передали до церкви в Порошково. Будівництво дзвіниці датоване кінцем XIX століття, а близько 1950 року була перенесена з протилежного берега на теперішнє місце. Її зробили завдяки Готрі та Ігнатьові, які були в Америці. Вони також замовили для села хрест, який стоїть дотепер. На хресті дата зазначений 1912 рік. Відновлена греко-католицька громада офіційно зареєстрована у 1993 році.

## Туристичні місця
-  дерев'яна каркасна, квадратна в плані дзвіниця
- полонина Руна

## Політика
Голова сільської ради — Касинець Юрій Юрійович, 1970 року народження, вперше обраний у 2006 році. Інтереси громади представляють 20 депутатів сільської ради:
| Партія            | Кількість депутатів | Відсоток |
| ----------------- | ------------------- | -------- |
| самовисування     | 10                  | 50,00%   |
| «Партія регіонів» | 10                  | 50,00%   |